# Effetto musicale (chitarra)

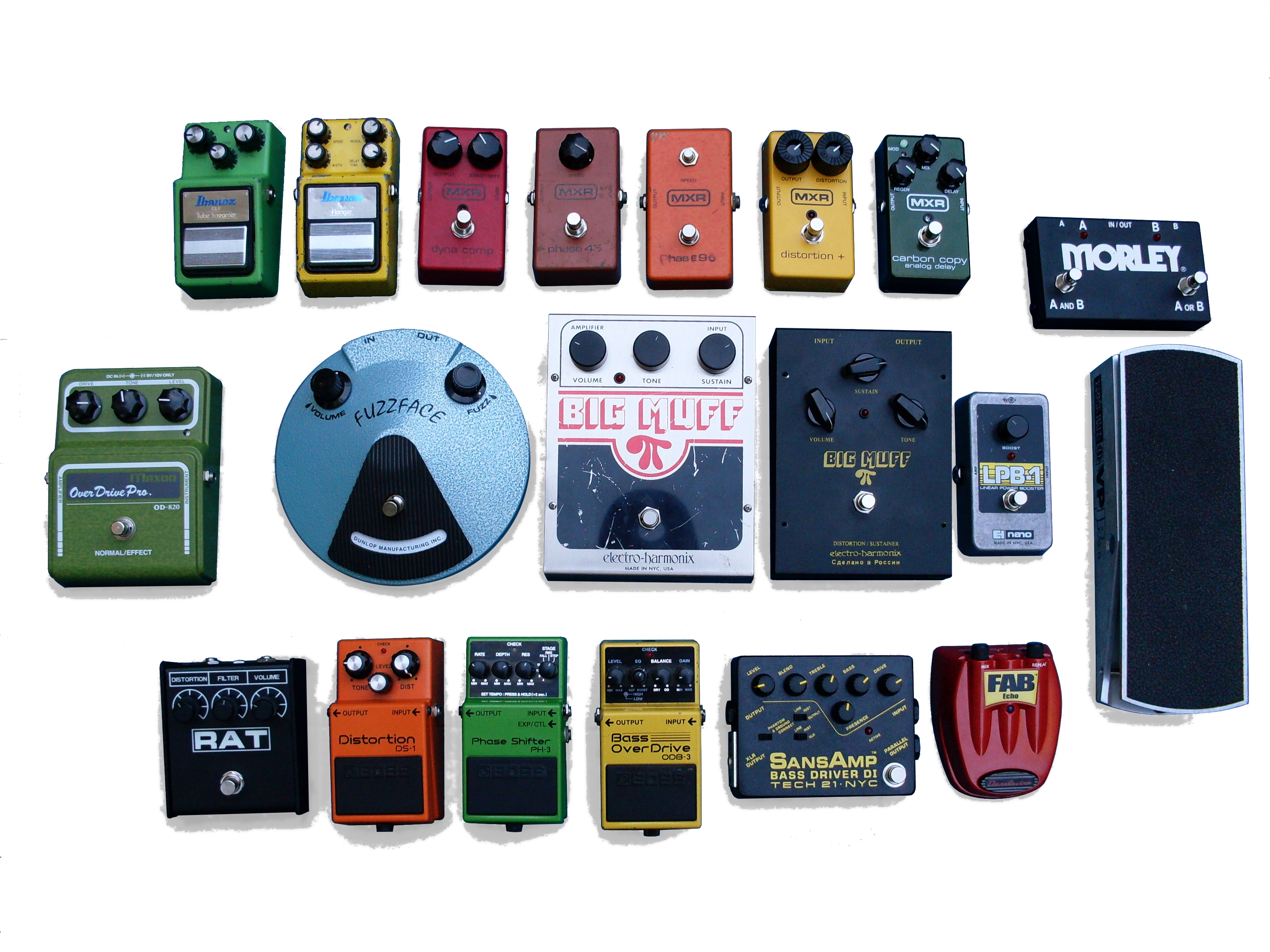
Varie tipologie di pedali per effetti per chitarra e basso elettrici.

Un effetto musicale per chitarra, chiamato anche pedale a causa della sua conformazione, è un apparato elettronico che permette di modulare e arricchire il suono della chitarra. 
Gli effetti sono progettati specificatamente per la chitarra, per lo più elettrica, utilizzando un circuito che permette di operare al meglio nelle frequenze chitarristiche, per lo più frequenze medie. 
Si possono trovare effetti musicali anche per il basso e le tastiere.
Gi effetti sono divisi in gruppi a seconda del modo in cui operano sul suono: vi sono il delay, l'overdrive, il distorsore, il riverbero, il flanger, il chorus e altri. Inoltre si dividono in effetti digitali ed effetti analogici.